# Mammia alutacea
Mammia alutacea (лат.) — вид вымерших насекомых с неполным превращением из семейства Homoiopteridae отряда палеодиктиоптер. Единственный вид рода Mammia.
Описан по единственному типовому образцу USNM 38829 — оттиску фрагмента крыла, найденному в палеозойских отложениях каменноугольного периода формации Mazon Creek, расположенной в штате Иллинойс (США).